# منتخب التشيك للكريكت
منتخب التشيك للكريكت هو ممثل التشيك الرسمي في المنافسات الدولية في الكريكت .